# Karboksilacija
Karboksilacija u hemiji je hemijska reakcija u kojoj se uvodi karboksilna grupa u supstrat. Suprotna reakcija je dekarboksilacija.

## Karboksilacija u organskog hemiji
In organskoj hemiji postoji mnoštvo različitih protokola za karboksilaciju. Jedan opšti pristup je reakcija nukleofila sa suvim ledom (čvrstim ugljen-dioksidom) ili mravljom kiselinom

## Karboksilacija u biohemiji
Karboksilacija u biohemiji je posttranslaciona modifikacija glutamatnih ostataka, do γ-karboksiglutamata, u proteinima. Ona se javlja primarno u proteinima koji učestvuju u kaskadi zgrušavanja krvi, specifično faktorima II, VII, IX, i X, proteinu C, proteinu S, kao i u nekim proteinima kostiju. Ova modifikacija je neophodna da bi ti proteini funkcionisali. Do karboksilacije dolazi u jetri, a vrši je γ-glutamil karboksilaza.
Za rad karboksilaze neophodan je vitamin K kao kofaktor. γ-karboksiglutamat vezuje kalcijum, koji je esencijalan za njegovi dejstvo. Na primer, u protrombinu, vezivanje kalcijuma omogućava proteinu da se veže za ćelijsku membranu u trombocitima, što ga dovodi u blizinu proteina koji odvajaju protrombin, čime se aktivira trombin nakon povrede.